# 느타리
느타리(영어: oyster, abalone 또는 tree mushrooms)는 느타리속에 속하는 식용 버섯이다.

## 이름
굴 모양으로 생겼다고 해서 미국에선 굴 버섯(oyster mushroom)이라고 부른다. 학명은 플레우로투스 오스트레아투스(Pleurotus ostreatus)이다. 미루나무에서 발생한다하여 한국의 지역에 따라서는 미루나무버섯이라고도 한다.

## 설명
느타리버섯은 주름버섯목 느타리과에 속한다. 버섯은 굴(oyster) 모양으로 생긴 넓은 5-25 cm의 갓을 가졌다. 흰색부터 회색까지, 또는 짙은 갈색의 색상이다. 참나무나 너도밤나무 같은 활엽수의 고목, 그루터기에 군생하며, 봄에서 가을까지 자라는데, 특히 늦가을에 많이 발생한다.
한국에서 가장 많이 재배되는 버섯이다. 농식품부에 따르면 2014년 기준 생산액은 표고버섯이 1860억원을 가장 많았고, 느타리(1351억원), 새송이(1266억원), 양송이(433억원) 순으로 조사됐다.
신선한 느타리 버섯의 특징은 다음과 같다.
- 갓 표면에 윤기가 있고, 갓 두께가 두툼하고 색택이 짙은 것
- 대의 색택이 맑으며 탄력이 있는 것
- 다발성이므로 버섯 밑동이 서로 붙어 조직이 단단한 것
- 버섯에 갈변현상(갈색점, 미끈거림)이 없는 것
- 갓 주변에 포자(흰색가루)가 묻지 않은 것

## 효능

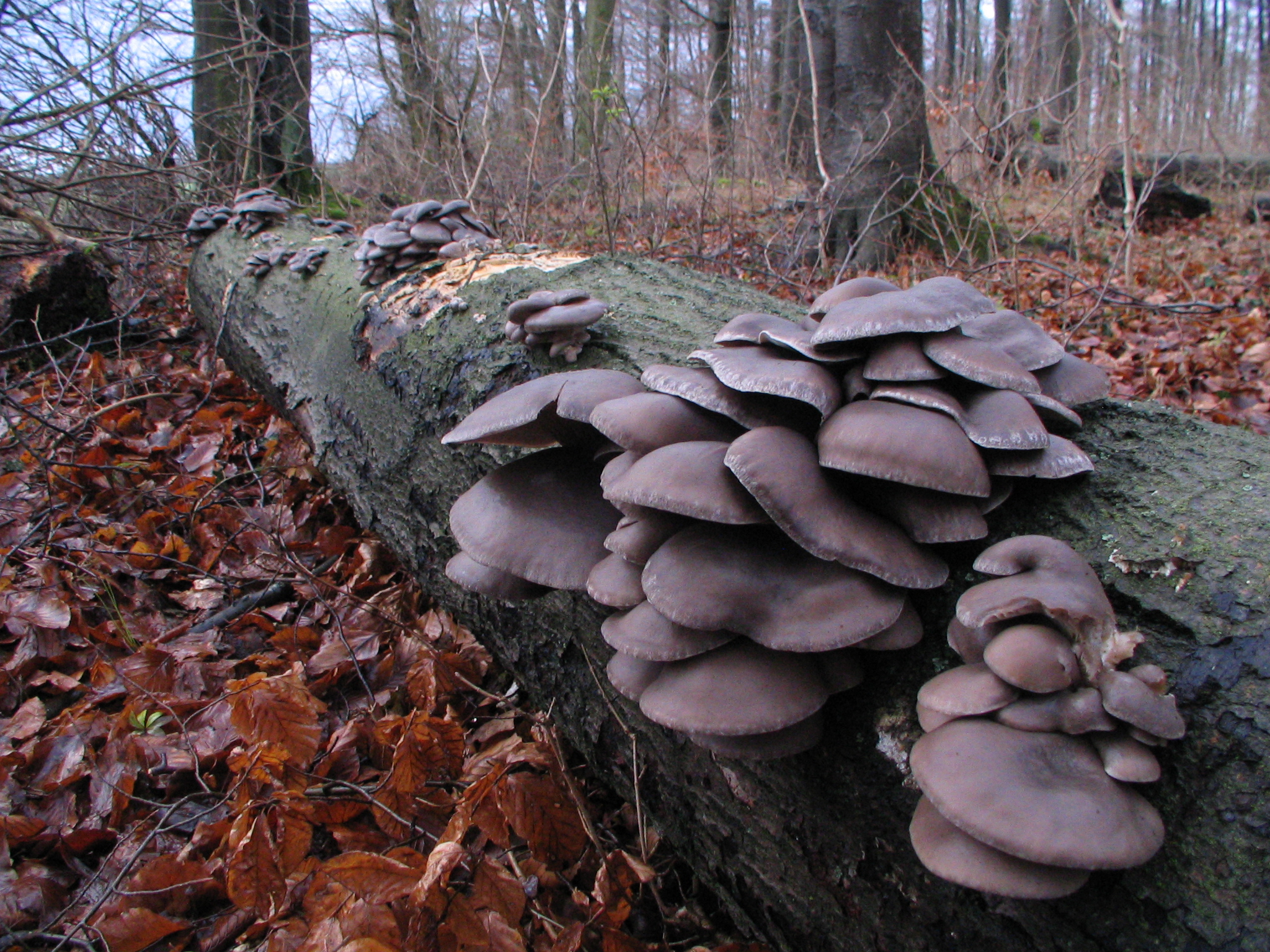
느타리 버섯

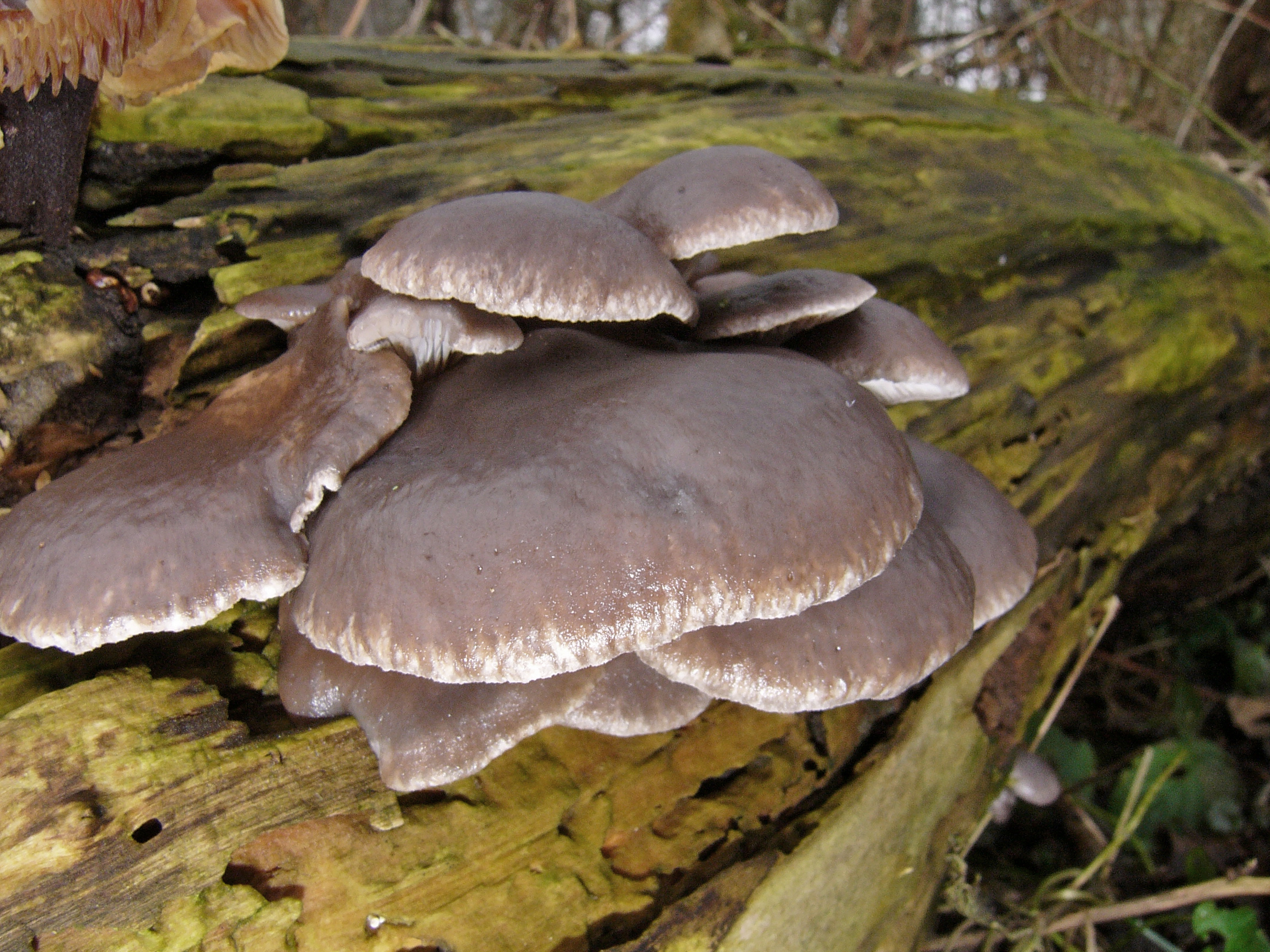
느타리 버섯

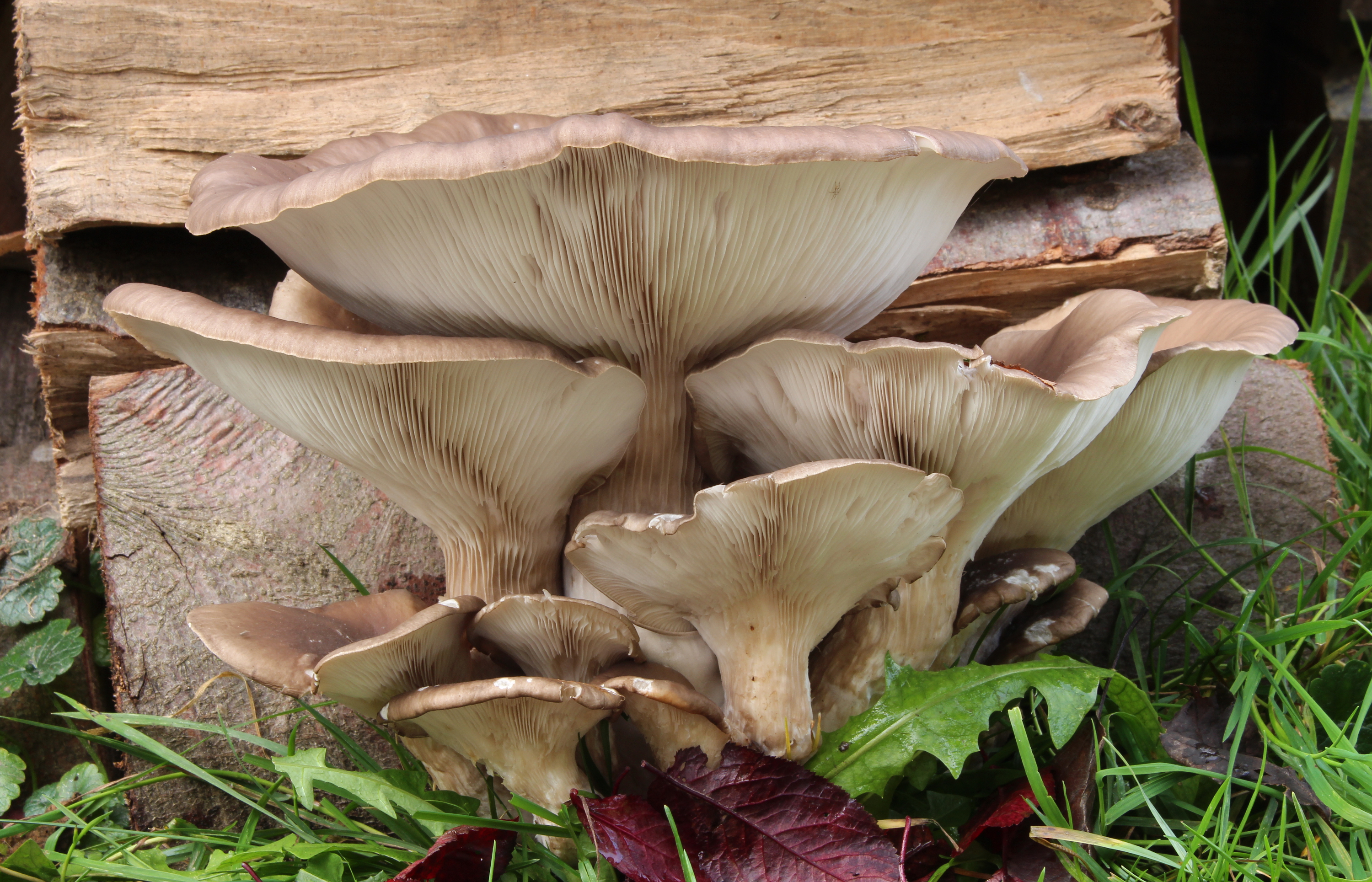
느타리 버섯

느타리버섯엔 또 베타글루칸 등이 풍부해 면역 기능을 높여 암세포 증식을 억제한다. 미국 인디애나 대학교 메소디스트 연구소 다니엘 슬리바 교수팀은 항암제와 방사선 치료를 받지 않는 직장암과 유방암 환자를 대상으로 느타리버섯 추출물을 2개월 동안 복용토록 했다. 그 결과 종양이 축소되고 암세포 증식이 억제되는 등 효과가 나타났다고 밝혔다.
느타리버섯은 비타민D2의 모체인 에르고스테롤을 많이 함유하고 있다. 고혈압과 동맥경화의 예방 및 치료에 효과가 뛰어나며 항암치료에도 효과적이다.

## 독버섯
식용 버섯은 독버섯과 함께 섞여서 자란다. 10월경에 '땅에서 나는 느타리'로 불리는 삿갓외대버섯은 독버섯으로, 외형이 느타리와 비슷하다. 느타리는 주로 죽은 나무에서 자라는데, 느타리처럼 생기고 땅에서 자라났으면 독버섯인 삿갓외대버섯이다. 삿갓외대버섯은 독버섯으로, 외형이 느타리와 비슷해 간혹 이를 채취한 사람도 독버섯인 줄 모르고 시장에서 파는 경우도 있다.
독버섯은 대체로 빛깔이 화려하거나 냄새가 고약하고 끈적끈적한 점액이 있다. 하지만 맹독성의 광대버섯류와 위장관 독소를 지닌 삿갓외대버섯은 색이 화려하지 않아 식용으로 쓰는 느타리버섯과 구별이 어렵다. 독버섯을 먹게 되면 구토, 설사, 오한, 발열, 호흡곤란 등의 증상이 일어나며 심한 경우 사망에 이를 수 있다. 식약처는 "전문가가 아니면 독버섯 구분이 실제로 불가능하다"고 주의시킨다.

## 같이 보기
- 큰느타리
- 팽이버섯
- 표고버섯
- 목이버섯
- 송이버섯
- 만가닥버섯